# Raw Deal (1948)
Raw Deal is een Amerikaanse film noir uit 1950 onder regie van Anthony Mann. Destijds werd de film in Nederland uitgebracht onder de titel Buiten de wet.

## Verhaal
"Next time you come up, don't wear that perfume. It doesn't help a guy's good behavior." - Dennis O'Keefe in Raw Deal 
Joe (Dennis O'Keefe) zit in de gevangenis voor een overval. Hij krijgt bezoek van zijn vriendin Pat Cameron (Claire Trevor), die hem vertelt dat zijn makkers hem zullen helpen te ontsnappen. Joe weet niet dat zijn ontsnapping wordt gesaboteerd door Rick Coyle (Raymond Burr). Hij wil dat Joe omkomt tijdens de vlucht, zodat hij hem zijn aandeel in de buit van de overval niet hoeft te betalen. Dat plan valt in duigen, wanneer Joe de ontsnapping overleeft en met behulp van Pat en zijn advocate Ann (Marsha Hunt) op de vlucht slaat.

## Rolverdeling
| Acteur         | Personage          |
| -------------- | ------------------ |
| Dennis O'Keefe | Joe Sullivan       |
| Claire Trevor  | Pat Cameron        |
| Marsha Hunt    | Ann Martin         |
| John Ireland   | Fantail            |
| Raymond Burr   | Rick Coyle         |
| Curt Conway    | Spider             |
| Chili Williams | Marcy              |
| Regis Toomey   | Commissaris Fields |
| Whit Bissell   | Moordenaar         |
| Cliff Clark    | Gates              |